# Louis Archinard
Louis Archinard (ur. 11 lutego 1850 w Hawrze, zm. 8 maja 1932 w Villiers-le-Bel) – francuski wojskowy, który dosłużył się stopnia generała dywizji w okresie III Republiki Francuskiej.

## Biografia

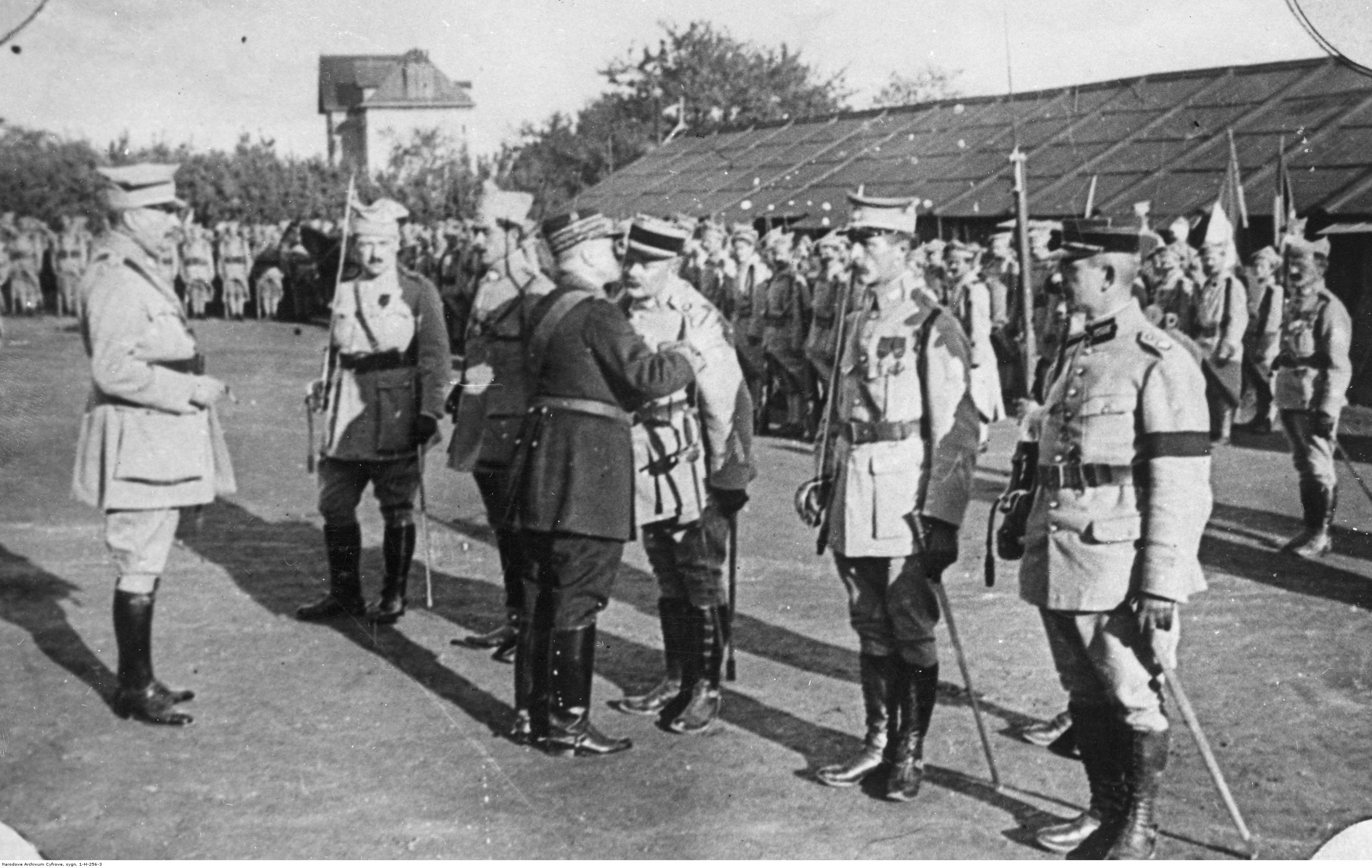
Gen. Louis Archinard dekoruje polskich oficerów w ośrodku wyszkolenia Armii Polskiej w Sille-le Guillaume

Pochodził z rodziny protestanckiej. Szybko zrobił karierę wojskową. Przez wiele lat służył na francuskich terenach kolonialnych w Afryce Północnej, głównie na terenie Sudanu Francuskiego (dzisiejszego Mali).
Był pierwszym dowódcą Armii Polskiej we Francji (nazywanej później potocznie Armią Hallera), w czasie I wojny światowej. W 1921 został odznaczony polskimi odznaczeniami: Krzyżem Walecznych (czterokrotnie) oraz Krzyżem Srebrnym Orderu Wojskowego Virtuti Militari nr 6056.